# Liste der Nummer-eins-Hits in Polen (2024)
Dies ist eine Liste der Nummer-eins-Hits in Polen im Jahr 2024. Sie basiert auf den Oficjalna Lista Sprzedaży (OLiS) für Singles (single w streamie, Streaming) und Alben (albumy, Streaming und Verkäufe). Die Listen werden im Auftrag des polnischen Związek Producentów Audio-Video erstellt.

## Singles
| ← 2023 ← | Liste der Nummer-eins-Hits in Polen | Liste der Nummer-eins-Hits in Polen       | Liste der Nummer-eins-Hits in Polen                                                                                      | 2025 →                                                                                            |
| \| Zeitraum \| Wo. ges. \| Interpret \| Titel Autor(en) \| Zusätzliche Informationen \| \| (Zeitraum, Wochen auf Platz eins, Interpret, Titel, Autor[en], zusätzliche Informationen) \| \| \| \| \| \| ----------------------------------------------------------------------------------------- \| -------- \| ----------------------------------------- \| ------------------------------------------------------------------------------------------------------------------------ \| ------------------------------------------------------------------------------------------------- \| \| 29. Dezember 2023 – 4. Januar 2024 1 Woche \| 1 \| Figo i Samogony \| Erotyczne Pif-Paf Piotr Połać, Andrzej Izdebski \| – \| \| 5. Januar 2024 – 25. Januar 2024 3 Wochen (insgesamt 5) \| 5 \| Szpaku (prod. Deemz) \| Plaster Mateusz Jakub Szpakowski, Nadim Akkash \| – \| \| 26. Januar 2024 – 1. Februar 2024 1 Woche \| 1 \| Young Multi feat. Szpaku \| Młody Manson Jakub Salepa, Mateusz Jakub Szpakowski, Michał Rychlik, Łukasz Rozmysłowski \| – \| \| 2. Februar 2024 – 15. Februar 2024 2 Wochen (insgesamt 5) \| 5 \| Szpaku (prod. Deemz) \| Plaster Mateusz Jakub Szpakowski, Nadim Akkash \| – \| \| 16. Februar 2024 – 21. März 2024 5 Wochen \| 5 \| Kizo feat. Bletka \| Hero Patryk Oskar Woziński, Aleksandra Bletek \| Im Sommer des Vorjahres hatten der Rapper und die Sängerin mit Taxi ihren ersten Nummer-eins-Hit. \| \| 22. März 2024 – 28. März 2024 1 Woche \| 1 \| Gibbs feat. Opał (prod. Jonatan & 4Money) \| Drive Jonatan Chmielewski, Mateusz Dec, Mateusz Przybylski, Łukasz Opiłka \| – \| \| 29. März 2024 – 4. April 2024 1 Woche \| 1 \| Artemas \| I Like the Way You Kiss Me Artemas Diamandis, Jesse Finkelstein, Kevin Clark White, Toby Daintree \| – \| \| 5. April 2024 – 13. Juni 2024 10 Wochen \| 10 \| Modelki (prod. Vłodarski) \| Chyba że z Tobą Michał Włodarski, Szymon Kwiecień, Agnieszka Nowakowska, Urszula Kowalska, Zuzanna Fijak \| – \| \| 14. Juni 2024 – 11. Juli 2024 4 Wochen \| 4 \| Kizo & Bletka (prod. BeMelo) \| 100 bpm Patryk Oskar Woziński, Aleksandra Bletek, BeMelo \| – \| \| 12. Juli 2024 – 18. Juli 2024 1 Woche \| 1 \| White 2115 feat. Mata \| 1 na 100 Michał Matczak, Mikołaj Vargas, Sebastian Czekaj, Wojciech Krawczykowski \| – \| \| 19. Juli 2024 – 8. August 2024 3 Wochen (insgesamt 4) \| 4 \| Jonatan feat. Bletka & Gibbs \| Róż Jonathan Chmielewski, Mateusz Przybylski, Aleksandra Bletek \| – \| \| 9. August 2024 – 15. August 2024 1 Woche \| 1 \| Sylwia Grzeszczak \| Och i ach Kuba Galiński, Magdalena Wójcik, Marcin Piotrowski, Sylwia Grzeszczak \| – \| \| 16. August 2024 – 22. August 2024 1 Woche (insgesamt 4) \| 4 \| Jonatan feat. Bletka & Gibbs \| Róż Jonathan Chmielewski, Mateusz Przybylski, Aleksandra Bletek \| – \| \| 23. August 2024 – 5. September 2024 2 Wochen \| 2 \| Kuge 2115 (prod. Francis) \| Taki mały ja Musik: Szymon Frąckowiak; Text: Łukasz Dziemiński \| – \| \| 6. September 2024 – 19. September 2024 2 Wochen \| 2 \| Bambi (prod. Francis) \| Madonna Musik: Szymon Frąckowiak; Text: Michalina Włodarczyk \| – \| \| 20. September 2024 – 31. Oktober 2024 6 Wochen \| 6 \| Mata \| Lloret de Mar Mikołaj Ernest Vargas, Joseph Mairtin Stanley, Volodymyr Dorofelev, Michał Matczak \| – \| \| 1. November 2024 – 21. November 2024 3 Wochen \| 3 \| Kizo & Bletka feat. Szpaku (prod. Leśny) \| Dolce Vita Musik: Patryk Leśniewski; Text: Adrian Surowiec, Aleksandra Bletek, Patryk Oskar Woziński, Mateusz Szpakowski \| – \| \| 22. November 2024 – 5. Dezember 2024 2 Wochen \| 2 \| Quebonafide \| Futurama 3 (fanserwis) Musik: Jakub Gendźwiłł; Text: Jakub Grabowski \| – \| \| 6. Dezember 2024 – 26. Dezember 2024 3 Wochen (insgesamt 7) \| 7 \| Wham! \| Last Christmas George Michael \| – \| \| 27. Dezember 2024 – 2. Januar 2025 1 Woche \| 1 \| Sobel (prod. Deemz & Francis) \| Kochasz? Nadim Akkash, Szymon Frąckowiak, Szymon Sobel \| – \| |                                     |                                           | |                                                                                                   |
| ← 2023 |                                     |                                           | | → 2025 →                                                                                          |
| Zeitraum | Wo. ges.                            | Interpret                                 | Titel Autor(en) | Zusätzliche Informationen                                                                         |
| (Zeitraum, Wochen auf Platz eins, Interpret, Titel, Autor[en], zusätzliche Informationen) |                                     |                                           | |                                                                                                   |
| 29. Dezember 2023 – 4. Januar 2024 1 Woche | 1                                   | Figo i Samogony                           | Erotyczne Pif-Paf Piotr Połać, Andrzej Izdebski                                                                          | –                                                                                                 |
| 5. Januar 2024 – 25. Januar 2024 3 Wochen (insgesamt 5) | 5                                   | Szpaku (prod. Deemz)                      | Plaster Mateusz Jakub Szpakowski, Nadim Akkash                                                                           | –                                                                                                 |
| 26. Januar 2024 – 1. Februar 2024 1 Woche | 1                                   | Young Multi feat. Szpaku                  | Młody Manson Jakub Salepa, Mateusz Jakub Szpakowski, Michał Rychlik, Łukasz Rozmysłowski                                 | –                                                                                                 |
| 2. Februar 2024 – 15. Februar 2024 2 Wochen (insgesamt 5) | 5                                   | Szpaku (prod. Deemz)                      | Plaster Mateusz Jakub Szpakowski, Nadim Akkash                                                                           | –                                                                                                 |
| 16. Februar 2024 – 21. März 2024 5 Wochen | 5                                   | Kizo feat. Bletka                         | Hero Patryk Oskar Woziński, Aleksandra Bletek                                                                            | Im Sommer des Vorjahres hatten der Rapper und die Sängerin mit Taxi ihren ersten Nummer-eins-Hit. |
| 22. März 2024 – 28. März 2024 1 Woche | 1                                   | Gibbs feat. Opał (prod. Jonatan & 4Money) | Drive Jonatan Chmielewski, Mateusz Dec, Mateusz Przybylski, Łukasz Opiłka                                                | –                                                                                                 |
| 29. März 2024 – 4. April 2024 1 Woche | 1                                   | Artemas                                   | I Like the Way You Kiss Me Artemas Diamandis, Jesse Finkelstein, Kevin Clark White, Toby Daintree                        | –                                                                                                 |
| 5. April 2024 – 13. Juni 2024 10 Wochen | 10                                  | Modelki (prod. Vłodarski)                 | Chyba że z Tobą Michał Włodarski, Szymon Kwiecień, Agnieszka Nowakowska, Urszula Kowalska, Zuzanna Fijak                 | –                                                                                                 |
| 14. Juni 2024 – 11. Juli 2024 4 Wochen | 4                                   | Kizo & Bletka (prod. BeMelo)              | 100 bpm Patryk Oskar Woziński, Aleksandra Bletek, BeMelo                                                                 | –                                                                                                 |
| 12. Juli 2024 – 18. Juli 2024 1 Woche | 1                                   | White 2115 feat. Mata                     | 1 na 100 Michał Matczak, Mikołaj Vargas, Sebastian Czekaj, Wojciech Krawczykowski                                        | –                                                                                                 |
| 19. Juli 2024 – 8. August 2024 3 Wochen (insgesamt 4) | 4                                   | Jonatan feat. Bletka & Gibbs              | Róż Jonathan Chmielewski, Mateusz Przybylski, Aleksandra Bletek                                                          | –                                                                                                 |
| 9. August 2024 – 15. August 2024 1 Woche | 1                                   | Sylwia Grzeszczak                         | Och i ach Kuba Galiński, Magdalena Wójcik, Marcin Piotrowski, Sylwia Grzeszczak                                          | –                                                                                                 |
| 16. August 2024 – 22. August 2024 1 Woche (insgesamt 4) | 4                                   | Jonatan feat. Bletka & Gibbs              | Róż Jonathan Chmielewski, Mateusz Przybylski, Aleksandra Bletek                                                          | –                                                                                                 |
| 23. August 2024 – 5. September 2024 2 Wochen | 2                                   | Kuge 2115 (prod. Francis)                 | Taki mały ja Musik: Szymon Frąckowiak; Text: Łukasz Dziemiński                                                           | –                                                                                                 |
| 6. September 2024 – 19. September 2024 2 Wochen | 2                                   | Bambi (prod. Francis)                     | Madonna Musik: Szymon Frąckowiak; Text: Michalina Włodarczyk                                                             | –                                                                                                 |
| 20. September 2024 – 31. Oktober 2024 6 Wochen | 6                                   | Mata                                      | Lloret de Mar Mikołaj Ernest Vargas, Joseph Mairtin Stanley, Volodymyr Dorofelev, Michał Matczak                         | –                                                                                                 |
| 1. November 2024 – 21. November 2024 3 Wochen | 3                                   | Kizo & Bletka feat. Szpaku (prod. Leśny)  | Dolce Vita Musik: Patryk Leśniewski; Text: Adrian Surowiec, Aleksandra Bletek, Patryk Oskar Woziński, Mateusz Szpakowski | –                                                                                                 |
| 22. November 2024 – 5. Dezember 2024 2 Wochen | 2                                   | Quebonafide                               | Futurama 3 (fanserwis) Musik: Jakub Gendźwiłł; Text: Jakub Grabowski                                                     | –                                                                                                 |
| 6. Dezember 2024 – 26. Dezember 2024 3 Wochen (insgesamt 7) | 7                                   | Wham!                                     | Last Christmas George Michael                                                                                            | –                                                                                                 |
| 27. Dezember 2024 – 2. Januar 2025 1 Woche | 1                                   | Sobel (prod. Deemz & Francis)             | Kochasz? Nadim Akkash, Szymon Frąckowiak, Szymon Sobel                                                                   | –                                                                                                 |

## Alben
| ← 2023 ← | Liste der Nummer-eins-Hits in Polen | Liste der Nummer-eins-Hits in Polen | Liste der Nummer-eins-Hits in Polen | 2025 → |
| \| Zeitraum \| Wo. ges. \| Interpret \| Titel \| Zusätzliche Informationen \| \| (Zeitraum, Wochen auf Platz eins, Interpret, Titel, zusätzliche Informationen) \| \| \| \| \| \| ------------------------------------------------------------------------------ \| -------- \| ------------------------------ \| ----------------------------- \| ------------------------------------------------------------------------------------------------------------------------------------------------------------------------------------------------------------ \| \| 29. Dezember 2023 – 11. Januar 2024 2 Wochen (insgesamt 3) \| 3 \| Pro8l3m \| ProXl3m \| – \| \| 12. Januar 2024 – 18. Januar 2024 1 Woche \| 1 \| Kartky \| Depresja \| – \| \| 19. Januar 2024 – 1. Februar 2024 2 Wochen \| 2 \| Chivas \| Deathcore \| – \| \| 2. Februar 2024 – 8. Februar 2024 1 Woche \| 1 \| Asster \| All Day Fresh \| – \| \| 9. Februar 2024 – 15. Februar 2024 1 Woche \| 1 \| Kanye West & Ty Dolla Sign \| Vultures 1 \| – \| \| 16. Februar 2024 – 22. Februar 2024 1 Woche \| 1 \| Kukon \| Organic Human \| – \| \| 23. Februar 2024 – 29. Februar 2024 1 Woche \| 1 \| Myslovitz \| Miłość w czasach popkultury \| – \| \| 1. März 2024 – 7. März 2024 1 Woche \| 1 \| Karaś/Rogucki \| Atlas iskier \| Bevor sie sich 2019 zusammenschlossen, waren Kuba Karaś und Piotr Rogucki bereits in eigenen Formationen wie den Dumplings bzw. Coma erfolgreich, das dritte gemeinsame Album bringt sie an die Chartspitze. \| \| 8. März 2024 – 21. März 2024 2 Wochen \| 2 \| Ariana Grande \| Eternal Sunshine \| – \| \| 22. März 2024 – 28. März 2024 1 Woche \| 1 \| Miszel \| Powrót do światła \| – \| \| 29. März 2024 – 4. April 2024 1 Woche \| 1 \| Sarius \| Ostatnie takie emocje \| – \| \| 5. April 2024 – 11. April 2024 1 Woche \| 1 \| Otsochodzi \| TThe Grind \| – \| \| 12. April 2024 – 18. April 2024 1 Woche \| 1 \| Mortal \| Maze \| – \| \| 19. April 2024 – 25. April 2024 1 Woche \| 1 \| Taylor Swift \| The Tortured Poets Department \| – \| \| 26. April 2024 – 2. Mai 2024 1 Woche \| 1 \| Bonus RPK \| Życia weteran \| – \| \| 3. Mai 2024 – 9. Mai 2024 1 Woche \| 1 \| Dua Lipa \| Radical Optimism \| – \| \| 10. Mai 2024 – 16. Mai 2024 1 Woche \| 1 \| Miły Atz \| Acid Moro \| – \| \| 17. Mai 2024 – 23. Mai 2024 1 Woche (insgesamt 3) \| 3 \| Billie Eilish \| Hit Me Hard and Soft \| – \| \| 24. Mai 2024 – 30. Mai 2024 1 Woche \| 1 \| Guzior \| G \| – \| \| 31. Mai 2024 – 6. Juni 2024 1 Woche (insgesamt 3) \| 3 \| Billie Eilish \| Hit Me Hard and Soft \| – \| \| 7. Juni 2024 – 13. Juni 2024 1 Woche \| 1 \| Era47 \| Oki \| – \| \| 14. Juni 2024 – 20. Juni 2024 1 Woche (insgesamt 2) \| 2 \| KęKę \| 04:01 \| – \| \| 21. Juni 2024 – 27. Juni 2024 1 Woche (insgesamt 5) \| 5 \| Sanah \| Kaprysy \| – \| \| 28. Juni 2024 – 4. Juli 2024 1 Woche \| 1 \| Białas & Lanek \| Polonn \| – \| \| 5. Juli 2024 – 11. Juli 2024 1 Woche \| 1 \| Styropian \| Pidżama porno \| – \| \| 12. Juli 2024 – 18. Juli 2024 1 Woche (insgesamt 5) \| 5 \| Sanah \| Kaprysy \| – \| \| 19. Juli 2024 – 25. Juli 2024 1 Woche \| 1 \| Stray Kids \| Ate \| – \| \| 26. Juli 2024 – 15. August 2024 3 Wochen (insgesamt 5) \| 5 \| Sanah \| Kaprysy \| – \| \| 16. August 2024 – 29. August 2024 2 Wochen \| 2 \| Sobel \| W związku z muzyką \| – \| \| 30. August 2024 – 5. September 2024 1 Woche \| 1 \| Sanah \| Pianinkowe Kaprysy \| Die Klavierversion folgt dem Originalalbum Kaprysy auf Platz 1. \| \| 6. September 2024 – 12. September 2024 1 Woche \| 1 \| David Gilmour \| Luck and Strange \| – \| \| 13. September 2024 – 19. September 2024 1 Woche (insgesamt 2) \| 2 \| KęKę \| 04:01 \| – \| \| 20. September 2024 – 26. September 2024 1 Woche \| 1 \| Rów Babicze \| Nierówno pod sufitem \| – \| \| 27. September 2024 – 3. Oktober 2024 1 Woche \| 1 \| Genzie \| Online / Dzięki \| – \| \| 4. Oktober 2024 – 10. Oktober 2024 1 Woche (insgesamt 2) \| 2 \| Kaz Bałagane \| A nie mówiłem? \| – \| \| 11. Oktober 2024 – 17. Oktober 2024 1 Woche \| 1 \| Macias \| Seppuku \| – \| \| 18. Oktober 2024 – 24. Oktober 2024 1 Woche (insgesamt 2) \| 2 \| Kaz Bałagane \| A nie mówiłem? \| – \| \| 25. Oktober 2024 – 31. Oktober 2024 1 Woche \| 1 \| Louis Villain \| In Blanco \| – \| \| 1. November 2024 – 7. November 2024 1 Woche \| 1 \| Kazik i Kwartet ProForma \| Po moim trupie \| – \| \| 8. November 2024 – 14. November 2024 1 Woche \| 1 \| The Cure \| Songs of a Lost World \| – \| \| 15. November 2024 – 28. November 2024 2 Wochen \| 2 \| Kaśka Sochacka \| Ta druga \| – \| \| 29. November 2024 – 5. Dezember 2024 1 Woche \| 1 \| Męskie Granie Orkiestra \| Męskie Granie 2024 \| – \| \| 6. Dezember 2024 – 12. Dezember 2024 1 Woche \| 1 \| Slums Attack (Peja & DJ Decks) \| Depeche Mood \| – \| \| 13. Dezember 2024 – 19. Dezember 2024 1 Woche \| 1 \| Stray Kids \| Hop \| – \| \| 20. Dezember 2024 – 26. Dezember 2024 1 Woche \| 1 \| Pro8l3m \| Art Brut 1 Remixed \| – \| \| 27. Dezember 2024 – 2. Januar 2025 1 Woche \| 1 \| Pih x DJ Creon \| Kiedy mówi do mnie wiatr \| – \| |                                     |                                     |                                     | |
| ← 2023 |                                     |                                     |                                     | → 2025 → |
| Zeitraum | Wo. ges.                            | Interpret                           | Titel                               | Zusätzliche Informationen |
| (Zeitraum, Wochen auf Platz eins, Interpret, Titel, zusätzliche Informationen) |                                     |                                     |                                     | |
| 29. Dezember 2023 – 11. Januar 2024 2 Wochen (insgesamt 3) | 3                                   | Pro8l3m                             | ProXl3m                             | – |
| 12. Januar 2024 – 18. Januar 2024 1 Woche | 1                                   | Kartky                              | Depresja                            | – |
| 19. Januar 2024 – 1. Februar 2024 2 Wochen | 2                                   | Chivas                              | Deathcore                           | – |
| 2. Februar 2024 – 8. Februar 2024 1 Woche | 1                                   | Asster                              | All Day Fresh                       | – |
| 9. Februar 2024 – 15. Februar 2024 1 Woche | 1                                   | Kanye West & Ty Dolla Sign          | Vultures 1                          | – |
| 16. Februar 2024 – 22. Februar 2024 1 Woche | 1                                   | Kukon                               | Organic Human                       | – |
| 23. Februar 2024 – 29. Februar 2024 1 Woche | 1                                   | Myslovitz                           | Miłość w czasach popkultury         | – |
| 1. März 2024 – 7. März 2024 1 Woche | 1                                   | Karaś/Rogucki                       | Atlas iskier                        | Bevor sie sich 2019 zusammenschlossen, waren Kuba Karaś und Piotr Rogucki bereits in eigenen Formationen wie den Dumplings bzw. Coma erfolgreich, das dritte gemeinsame Album bringt sie an die Chartspitze. |
| 8. März 2024 – 21. März 2024 2 Wochen | 2                                   | Ariana Grande                       | Eternal Sunshine                    | – |
| 22. März 2024 – 28. März 2024 1 Woche | 1                                   | Miszel                              | Powrót do światła                   | – |
| 29. März 2024 – 4. April 2024 1 Woche | 1                                   | Sarius                              | Ostatnie takie emocje               | – |
| 5. April 2024 – 11. April 2024 1 Woche | 1                                   | Otsochodzi                          | TThe Grind                          | – |
| 12. April 2024 – 18. April 2024 1 Woche | 1                                   | Mortal                              | Maze                                | – |
| 19. April 2024 – 25. April 2024 1 Woche | 1                                   | Taylor Swift                        | The Tortured Poets Department       | – |
| 26. April 2024 – 2. Mai 2024 1 Woche | 1                                   | Bonus RPK                           | Życia weteran                       | – |
| 3. Mai 2024 – 9. Mai 2024 1 Woche | 1                                   | Dua Lipa                            | Radical Optimism                    | – |
| 10. Mai 2024 – 16. Mai 2024 1 Woche | 1                                   | Miły Atz                            | Acid Moro                           | – |
| 17. Mai 2024 – 23. Mai 2024 1 Woche (insgesamt 3) | 3                                   | Billie Eilish                       | Hit Me Hard and Soft                | – |
| 24. Mai 2024 – 30. Mai 2024 1 Woche | 1                                   | Guzior                              | G                                   | – |
| 31. Mai 2024 – 6. Juni 2024 1 Woche (insgesamt 3) | 3                                   | Billie Eilish                       | Hit Me Hard and Soft                | – |
| 7. Juni 2024 – 13. Juni 2024 1 Woche | 1                                   | Era47                               | Oki                                 | – |
| 14. Juni 2024 – 20. Juni 2024 1 Woche (insgesamt 2) | 2                                   | KęKę                                | 04:01                               | – |
| 21. Juni 2024 – 27. Juni 2024 1 Woche (insgesamt 5) | 5                                   | Sanah                               | Kaprysy                             | – |
| 28. Juni 2024 – 4. Juli 2024 1 Woche | 1                                   | Białas & Lanek                      | Polonn                              | – |
| 5. Juli 2024 – 11. Juli 2024 1 Woche | 1                                   | Styropian                           | Pidżama porno                       | – |
| 12. Juli 2024 – 18. Juli 2024 1 Woche (insgesamt 5) | 5                                   | Sanah                               | Kaprysy                             | – |
| 19. Juli 2024 – 25. Juli 2024 1 Woche | 1                                   | Stray Kids                          | Ate                                 | – |
| 26. Juli 2024 – 15. August 2024 3 Wochen (insgesamt 5) | 5                                   | Sanah                               | Kaprysy                             | – |
| 16. August 2024 – 29. August 2024 2 Wochen | 2                                   | Sobel                               | W związku z muzyką                  | – |
| 30. August 2024 – 5. September 2024 1 Woche | 1                                   | Sanah                               | Pianinkowe Kaprysy                  | Die Klavierversion folgt dem Originalalbum Kaprysy auf Platz 1. |
| 6. September 2024 – 12. September 2024 1 Woche | 1                                   | David Gilmour                       | Luck and Strange                    | – |
| 13. September 2024 – 19. September 2024 1 Woche (insgesamt 2) | 2                                   | KęKę                                | 04:01                               | – |
| 20. September 2024 – 26. September 2024 1 Woche | 1                                   | Rów Babicze                         | Nierówno pod sufitem                | – |
| 27. September 2024 – 3. Oktober 2024 1 Woche | 1                                   | Genzie                              | Online / Dzięki                     | – |
| 4. Oktober 2024 – 10. Oktober 2024 1 Woche (insgesamt 2) | 2                                   | Kaz Bałagane                        | A nie mówiłem?                      | – |
| 11. Oktober 2024 – 17. Oktober 2024 1 Woche | 1                                   | Macias                              | Seppuku                             | – |
| 18. Oktober 2024 – 24. Oktober 2024 1 Woche (insgesamt 2) | 2                                   | Kaz Bałagane                        | A nie mówiłem?                      | – |
| 25. Oktober 2024 – 31. Oktober 2024 1 Woche | 1                                   | Louis Villain                       | In Blanco                           | – |
| 1. November 2024 – 7. November 2024 1 Woche | 1                                   | Kazik i Kwartet ProForma            | Po moim trupie                      | – |
| 8. November 2024 – 14. November 2024 1 Woche | 1                                   | The Cure                            | Songs of a Lost World               | – |
| 15. November 2024 – 28. November 2024 2 Wochen | 2                                   | Kaśka Sochacka                      | Ta druga                            | – |
| 29. November 2024 – 5. Dezember 2024 1 Woche | 1                                   | Męskie Granie Orkiestra             | Męskie Granie 2024                  | – |
| 6. Dezember 2024 – 12. Dezember 2024 1 Woche | 1                                   | Slums Attack (Peja & DJ Decks)      | Depeche Mood                        | – |
| 13. Dezember 2024 – 19. Dezember 2024 1 Woche | 1                                   | Stray Kids                          | Hop                                 | – |
| 20. Dezember 2024 – 26. Dezember 2024 1 Woche | 1                                   | Pro8l3m                             | Art Brut 1 Remixed                  | – |
| 27. Dezember 2024 – 2. Januar 2025 1 Woche | 1                                   | Pih x DJ Creon                      | Kiedy mówi do mnie wiatr            | – |